# Gimnastyka artystyczna na Letnich Igrzyskach Olimpijskich 2020 – zawody drużynowe
Zawody drużynowe na Letnich Igrzyskach Olimpijskich 2020 rozegrane zostały między 7 a 8 sierpnia zawody odbyły się w hali Ariake Gymnastics Centre.

## Terminarz
Wszystkie godziny są podane w czasie tokijskim (UTC+09:00)
| Data            | Godzina |              |
| --------------- | ------- | ------------ |
| 7 sierpnia 2021 | 10:00   | Kwalifikacje |
| 8 sierpnia 2021 | 11:00   | Finał        |

## Wyniki

### Eliminacje
| Pozycja | Zawodniczki                                                                                       | Państwo                     | 5 piłek | 3 obręcze, 2 maczugi | Razem  | Uwagi |
| Pozycja | Zawodniczki                                                                                       | Państwo                     | Wynik   | Wynik                | Razem  | Uwagi |
| ------- | ------------------------------------------------------------------------------------------------- | --------------------------- | ------- | -------------------- | ------ | ----- |
| 1.      | Simona Diankowa Stеfani Kiriakowa Madłеn Radukanowa Łaura Traats Еrika Zafirowa                   | Bułgaria                    | 47,500  | 44,300               | 91,800 | Q     |
| 2.      | Anastasija Blizniuk Anastasija Maksimowa Angielina Szkatowa Anastasija Tatariewa Alisa Tiszczenko | Rosyjski Komitet Olimpijski | 45,750  | 43,300               | 89,050 | Q     |
| 3.      | Martina Centofanti Agnese Duranti Alessia Maurelli Daniela Mogurean Martina Santandrea            | Włochy                      | 44,600  | 42,550               | 87,150 | Q     |
| 4.      | Ofir Dajan Jana Kramarenko Natalie Raits Juliana Telegina Karin Vexman                            | Izrael                      | 44,000  | 40,650               | 84,650 | Q     |
| 5.      | Guo Qiqi Hao Ting Huang Zhangjiayang Liu Xin Xu Yanshu                                            | Chiny                       | 41,600  | 42,000               | 83,600 | Q     |
| 6.      | Marioła Bodnarczuk Daryna Duda Jewa Mełeszczuk Anastasija Wozniak Marija Wysoczanśka              | Ukraina                     | 41,450  | 41,250               | 82,700 | Q     |
| 7.      | Rie Matsubara Sakura Noshitani Sayuri Sugimoto Ayuka Suzuki Nanami Takenaka                       | Japonia                     | 40,400  | 39,325               | 79,725 | Q     |
| 8.      | Hanna Hajdukiewicz Anastasija Małakanawa Anastasija Rybakawa Arina Cycylina Karyna Jarmolenka     | Białoruś                    | 36,000  | 43,650               | 79,650 | Q     |
| 9.      | Kseniia Aleksandrova Kamola Irnazarova Dinara Ravshanbekova Sevara Safoeva Nilufar Shomuradova    | Uzbekistan                  | 42,100  | 36,900               | 79,000 | R     |
| 10.     | Laman Alimuradova Zeynab Hummatova Yelyzaveta Luzan Narmina Samadova Darya Sorokina               | Azerbejdżan                 | 36,700  | 37,650               | 74,350 | R     |
| 11.     | Isabelle Connor Camilla Feeley Lili Mizuno Elizaveta Pletneva Nicole Sladkov                      | Stany Zjednoczone           | 37,850  | 35,825               | 73,675 |       |
| 12.     | Maria Eduarda Arakaki Déborah Medrado Nicole Pircio Geovanna Santos Beatriz Linhares              | Brazylia                    | 35,450  | 37,800               | 73,250 |       |
| 13.     | Login Elsasyed Polina Fouda Salma Saleh Malak Selim Tia Sobhy                                     | Egipt                       | 36,300  | 33,050               | 69,350 |       |
| 14.     | Emily Abbot Alexandra Aristoteli Alannah Mathews Himeka Onoda Felicity White                      | Australia                   | 20,850  | 19,500               | 40,350 |       |

### Finał
| Pozycja | Zawodniczki                                                                                       | Państwo                     | 5 piłek | 3 obręcze, 2 maczugi | Razem  |
| Pozycja | Zawodniczki                                                                                       | Państwo                     | Wynik   | Wynik                | Razem  |
| ------- | ------------------------------------------------------------------------------------------------- | --------------------------- | ------- | -------------------- | ------ |
| złoto   | Simona Diankowa Stеfani Kiriakowa Madłеn Radukanowa Łaura Traats Еrika Zafirowa                   | Bułgaria                    | 47,550  | 44,550               | 92,100 |
| srebro  | Anastasija Blizniuk Anastasija Maksimowa Angielina Szkatowa Anastasija Tatariewa Alisa Tiszczenko | Rosyjski Komitet Olimpijski | 46,200  | 44,500               | 90,700 |
| brąz    | Martina Centofanti Agnese Duranti Alessia Maurelli Daniela Mogurean Martina Santandrea            | Włochy                      | 44,850  | 42,850               | 87,700 |
| 4.      | Guo Qiqi Hao Ting Huang Zhangjiayang Liu Xin Xu Yanshu                                            | Chiny                       | 42,150  | 42,400               | 84,550 |
| 5.      | Hanna Hajdukiewicz Anastasija Małakanawa Anastasija Rybakawa Arina Cycylina Karyna Jarmolenka     | Białoruś                    | 45,750  | 38,300               | 84,050 |
| 6.      | Ofir Dajan Jana Kramarenko Natalie Raits Juliana Telegina Karin Vexman                            | Izrael                      | 44,100  | 39,750               | 83,850 |
| 7.      | Marioła Bodnarczuk Daryna Duda Jewa Mełeszczuk Anastasija Wozniak Marija Wysoczanśka              | Ukraina                     | 40,350  | 37,250               | 77,600 |
| 8.      | Rie Matsubara Sakura Noshitani Sayuri Sugimoto Ayuka Suzuki Nanami Takenaka                       | Japonia                     | 42,750  | 29,750               | 72,500 |